# Número IMO
El número IMO de la Organización Marítima Internacional (por la sigla IMO que corresponde con la abreviatura en inglés de esta agencia de las Naciones Unidas) es el número que se asigna a todos los buques para su identificación.
Fue introducido en 1987 como una medida para mejorar la seguridad martítima. La finalidad de este número es asignar un número permanente a cada buque. Los buques pueden cambiar de nombre y de pabellón, pero no cambian su número IMO. Desde 1994 se aprobó que fuera obligatorio para todos los buques. Esta obligación entró en vigor el 1 de enero de 1996.
El número IMO ha de mostrarse en un lugar visible junto al nombre.

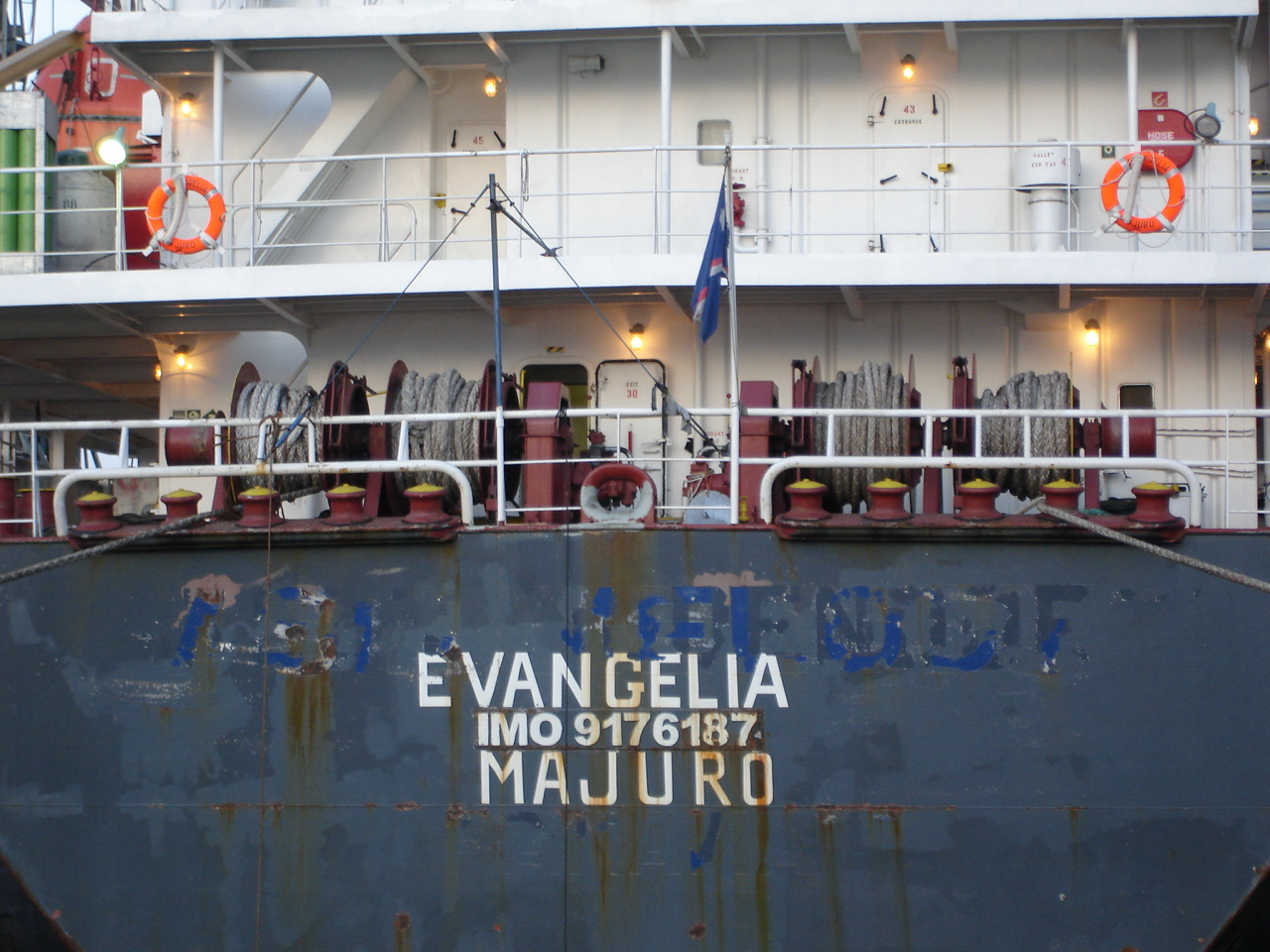
Popa del Evangelia mostrando "IMO 9176187" y el puerto de registro (Majuro). Obsérvese que se entreven anteriores nombres de este buque: Cornelie Oldendorff y Asia Melody, mientras que el número IMO permanece constante.

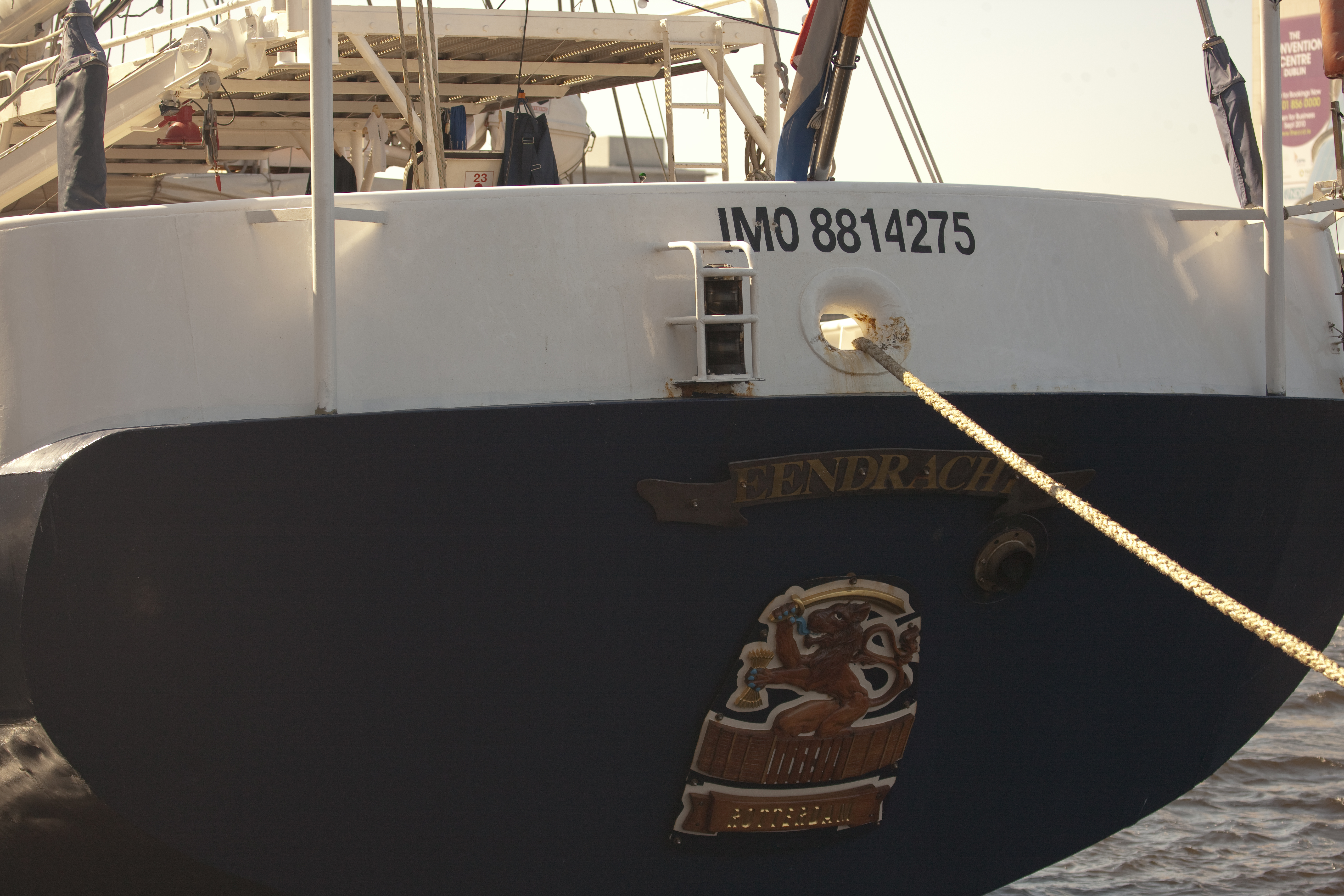
Número IMO 8814275 en la popa del Eendracht.

## Estructura
Un número IMO está compuesto por las tres letras IMO seguido de un número de siete dígitos. Este consiste en una secuencia única de seis dígitos, más un código de control.